# Graceville, Minnesota
Graceville är en ort i Big Stone County i Minnesota. Vid 2010 års folkräkning hade Graceville 577 invånare.

## Kända personer från Graceville
- Jack Conway, filmregissör